# تينو كاديوير
تينوتيندا «تينو» كاديوير (بالإنجليزية: Tino Kadewere)‏ (مواليد 5 يناير 1996) هو لاعب كرة قدم زيمبابوي، يلعب حاليًا مع نادي أولمبيك ليون كمهاجم.

## إحصائيات

### المنتخب
تحديث: 26 ديسمبر 2016.
| المنتخب الوطني | السنة   | ظهور | أهداف |
| -------------- | ------- | ---- | ----- |
| زيمبابوي       | 2015    | 2    | 0     |
| زيمبابوي       | 2016    | 1    | 0     |
| المجموع        | المجموع | 3    | 0     |

## روابط خارجية
- تينو كاديوير على موقع الاتحاد الأوربي (الإنجليزية)
- تينو كاديوير على موقع اتحاد السويد (السويدية)
- تينو كاديوير على موقع إي إس بي إن إف سي (الإنجليزية)
- تينو كاديوير على موقع قاعدة بيانات كرة القدم.إي يو (الإنجليزية)
- تينو كاديوير على موقع ليكيب (الفرنسية)
- تينو كاديوير على موقع ناشيونال فوتبول تيمز (الإنجليزية)
- تينو كاديوير على موقع Soccerbase.com (لاعب) (الإنجليزية)
- تينو كاديوير على موقع Soccerway.com (الإنجليزية)
- تينو كاديوير على موقع عالم كرة القدم.نت (الإنجليزية)
- تينو كاديوير على موقع AS.com (الإسبانية)
- Djurgården profile
- Swedish Football Association profile